# Rhizopogon alexsmithii
Rhizopogon alexsmithii — вид базидіомікотових грибів з родини ризопогонових (Rhizopogonaceae).

## Поширення та середовище існування
Гриб поширений в Каскадних горах на заході США та Канади. Належить до рідкісних видів: відомий лише з 10 місцезнаходжень у штатах Орегон і Вашингтон та єдиного місця в канадській провінції Британська Колумбія.
Росте у хвойних гірських лісах на висоті 900—1800 м над рівнем моря. Утворює мікоризу з Abies procera, Abies lasiocarpa, Tsuga mertensiana та Tsuga heterophylla.